# Bahnhof Chennai Central

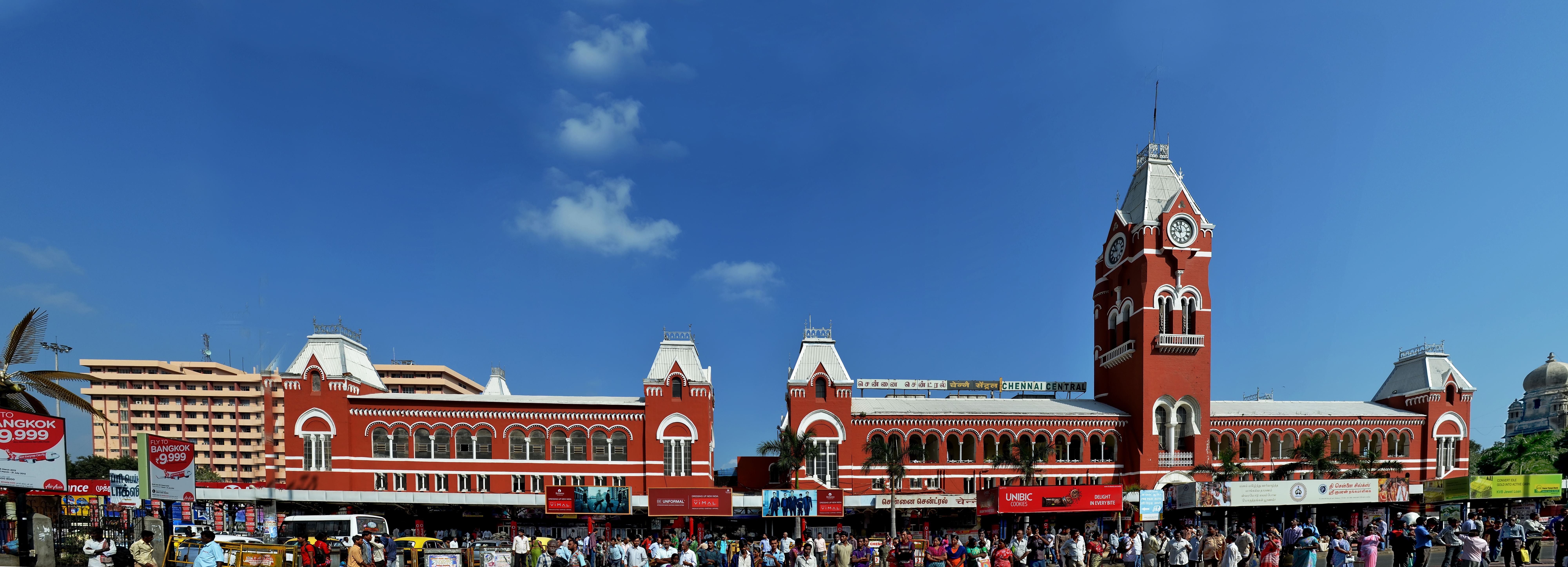
Der Bahnhof Chennai Central

Der Bahnhof Chennai Central (Tamil: சென்னை சென்ட்ரல்), offiziell Puratchi Thalaivar Dr. M. G. Ramachandran Central Railway Station (புரட்சித் தலைவர் டாக்டர் எம். ஜி. இராமச்சந்திரன் மத்திய ரயில் நிலையம்), früher Madras Central, ist der größte Bahnhof in Chennai (Madras), der Hauptstadt des indischen Bundesstaats Tamil Nadu. Der Bahnhof wurde 1873 während der britischen Kolonialzeit eröffnet. Das im indo-sarazenischen Kolonialstil erbaute Bahnhofsgebäude wurde von Henry Irwin entworfen und gilt als eines der Wahrzeichen Chennais.
Der Kopfbahnhof Chennai Central befindet sich im Stadtteil Park Town im Zentrum Chennais. Von Chennai Central bestehen zahlreiche Verbindungen in weiter entfernte Städte in ganz Indien, während Chennai Egmore, der zweite wichtige Bahnhof der Stadt, hauptsächlich Strecken innerhalb Tamil Nadus bedient. Chennai Central besitzt elf Gleise für den Fernverkehr. An den Bahnhof Chennai Central schließt sich ein separater Bahnhof für den Vorortverkehr mit weiteren drei Gleisen an. Direkt neben dem Bahnhof befindet sich das Hauptquartier der Southern Railway, einer der Regionalgesellschaften der Indian Railways.
2019 wurde der Bahnhofs offiziell von Chennai Central in Puratchi Thalaivar Dr. M. G. Ramachandran Central Railway Station (nach dem Politiker M. G. Ramachandran) umbenannt. Mit 57 Buchstaben ist der Name des Bahnhofs der längste Bahnhofsname Indiens. Den weltweiten Rekordhalter Llanfairpwllgwyngyllgogerychwyrndrobwllllantysiliogogogoch (58 Buchstaben) verfehlt er nur knapp.